# نوک‌بری

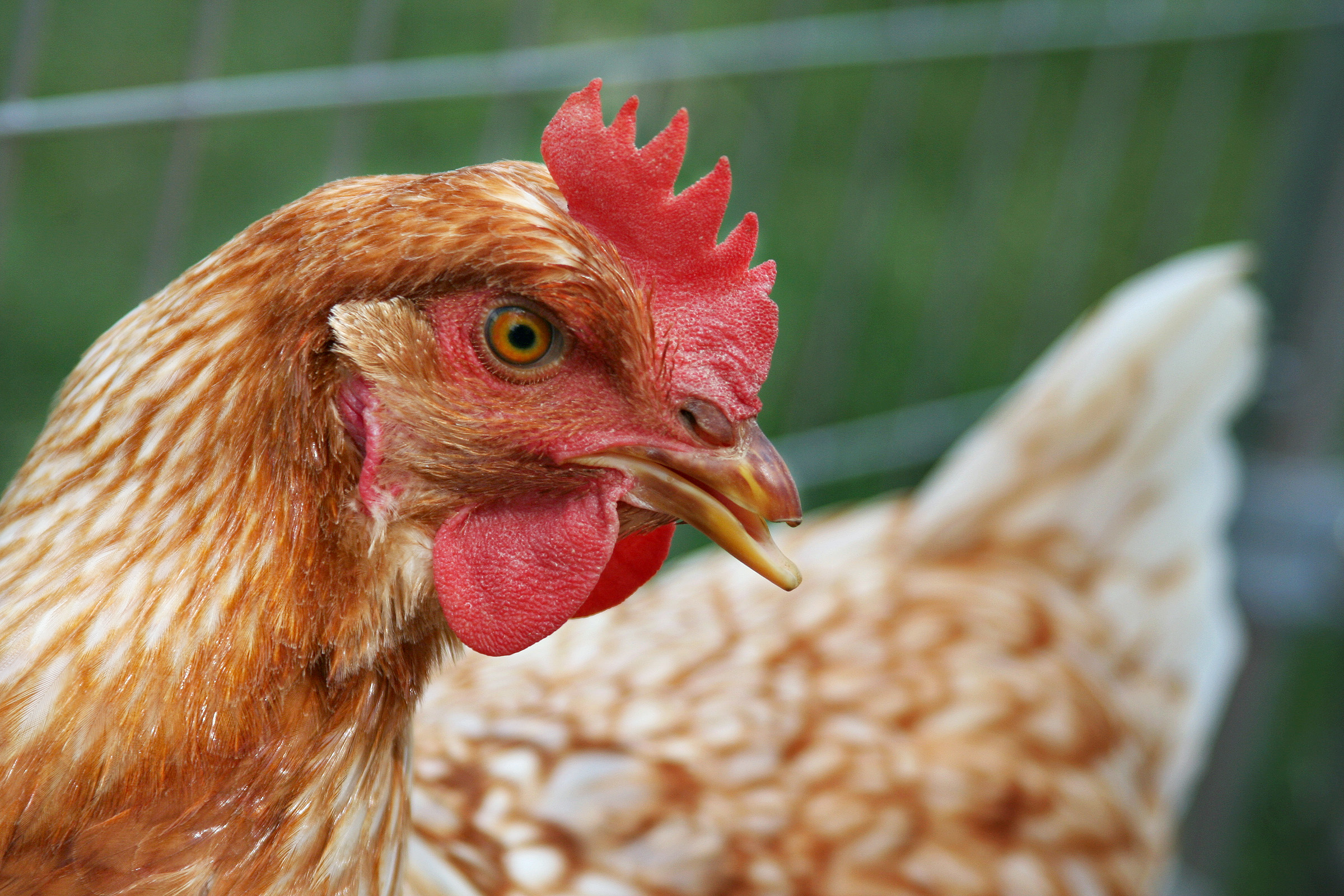
پرنده بالغی که در جوجگی نوک آن کوتاه شده‌است.

نوک‌بُری، کوتاه کردن نوک، یا قیچی کردن نوک (به انگلیسی: Debeaking) (یا هرس نوک (beak trimming))، برداشتن بخش از نوک در ماکیان، به ویژه مرغ‌های لایه‌ای و بوقلمونها است، اگرچه ممکن است روی بلدرچین و مرغابی نیز انجام شود. معمولاً نوک برای همیشه کوتاه می‌شود، اگرچه ممکن است دوباره رشد کند. نوک پایینی کوتاه‌شده تا حدودی بلندتر از نوک بالایی است. یک عمل مشابه اما جداگانه که معمولاً توسط یک دامپزشک پرندگان یا یک پرنده‌باز باتجربه انجام می‌شود، شامل بریدن، سوهان کردن یا سنباده زدن نوک پرندگان اسیر با هدف بهداشتی است - به منظور اصلاح یا کاهش موقت رشد بیش از اندازه یا بدشکلی‌ها و اجازه دادن بهتر به پرنده برای جابجایی، فعالیت‌های عادی تغذیه و پیشگیری آن انجام می‌شود. در میان نگهبانان پرندگان شکاری، این عمل معمولاً به عنوان «قیچی کردن» شناخته می‌شود.

قوانین مربوط به کوتاه کردن نوک در سراسر جهان * قرمز: مجاز * آبی: ممنوع * بنفش: ممنوعیت در برخی از زیربخش‌های کشور

جدول وضعیت قانونی کوتاه کردن نوک در جهان
| کشور                | مجاز؟ | از زمان | یادداشت                                           |
| ------------------- | ----- | ------- | ------------------------------------------------- |
| استرالیا            | بخشی  |         | غیرقانونی در ACT ; Vic و NSW در نظر گرفتن ممنوعیت |
| اتریش               | نه    | ۲۰۰۰    | [ ۶ ]                                             |
| بلژیک               | آری   | –       | تنظیم شده، با در نظر گرفتن ممنوعیت                |
| کانادا              | آری   | –       | تنظیم شده                                         |
| چین                 | آری   | –       | تنظیم نشده                                        |
| دانمارک             | نه    | 4–2013  |                                                   |
| فنلاند              | نه    | 1986    |                                                   |
| فرانسه              | آری   | –       | تنظیم شده                                         |
| آلمان               | نه    | 2017    |                                                   |
| لوکزامبورگ          | آری   | –       | تنظیم شده، با در نظر گرفتن ممنوعیت                |
| هلند                | نه    | 2019    | از ۱ ژانویه ۲۰۱۹ ممنوع است.                       |
| نیوزیلند            | آری   | –       | تنظیم شده : 24                                    |
| نروژ                | نه    | 1974    |                                                   |
| سوئد                | نه    | 1988    |                                                   |
| سوئیس               | آری   | –       | تنظیم شده، با در نظر گرفتن ممنوعیت                |
| بریتانیا            | آری   | –       | تنظیم شده، با در نظر گرفتن ممنوعیت                |
| ایالات متحده آمریکا | آری   | –       | تنظیم شده                                         |